# János cseh király
Luxemburgi János (ismert még mint Csehországi János, ragadványnevén Vak János, csehül: Jan Lucemburský, németül: Johann von Luxemburg; Luxembourg, Luxemburgi Hercegség, 1296. augusztus 10. – Crécy, Francia Királyság, 1346. augusztus 26.), a Luxemburg-házból származó királyi herceg, VII. Henrik német-római császár és Brabanti Margit királyné elsőszülött fia, aki Csehország királya 1310-től, majd Luxemburg hercege 1313-tól 1346-os haláláig. A crécyi csatában esett el.

## Élete

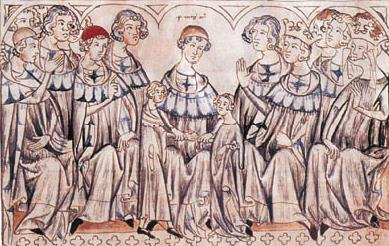
János házassága 1310-ben Speyerben

VII. Henrik német-római császár legidősebb gyermeke volt és francia oktatásban részesült, ám mégis a Német-római Birodalom politikáját sajátította el később országában. Amikor édesapja a német koronát elnyerte, a Henrik karintiai herceg kormányával elégedetlen csehországi rendek meghívták a cseh trón elfoglalására is. Fiát, Jánost pedig a néhai II. Vencel cseh király leányával jegyezték el. 1310-ben feleségül is vette Přemysl Erzsébetet Speyerben, és ezután a cseh rendek királyukká választották.
Édesapja halálával 1313-ban megörökölte Luxemburg grófjának címét is.

### A német trónviszály
1313-ban meghalt János apja, VII. Henrik császár, akit öt évvel korábban azért választottak meg a német tartományurak, mert a szerény birtokokkal rendelkező luxemburgi gróf hatalma nem volt túl jelentős. A Habsburg-ellenes párt először Jánost akarta megválasztatni, de ez megbukott a rhensi fejedelmi gyűlésen. Végül 1314. október 20-án Frankfurtban öt választófejedelem szavazatával Bajor Lajost választották meg. Egy nappal előtte Sachsenhausenben másik három választó szavazatával Habsburg Frigyest is megválasztották 1314-ben. A német trónviszályban János Bajor Lajost támogatta, aki végül 1328-ban császár lett. Az ő oldalán vett részt az 1322-es mühldorfi csatában, ahol Lajos legyőzte Figyest.

### Magyar kapcsolatai

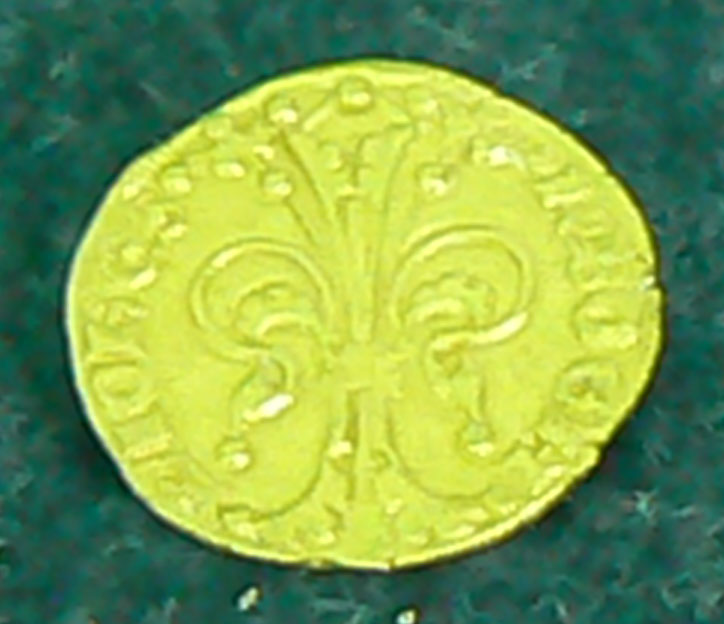
János aranyforintja

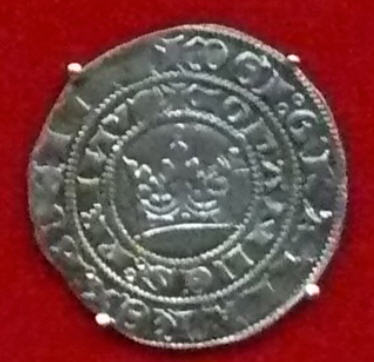
János ezüstgarasa

Jó kapcsolatokra törekedett Károly Róbert magyar királlyal, bár szövetségeseik nem estek egybe. Károly segítséget ígért neki Csák Máté ellen. 1315 május 21-én indult el Prágából, május 29-én Brünnél táborozott. Sikerült egyedül visszafoglalnia Csák Mátétól a Morva folyó menti Veselí várát. Megostromolta Holics várát is de a magyar király – aki egyébként ekkoriban foglalta el Visegrádot Mátétól – elmaradása miatt végül kiegyezett Csák Mátéval és július 25-én már ismét Brünnben volt.  1318 vége felé Károly Róbertnek János húga, Beatrix lett a harmadik felesége, Beatrix azonban 1319 végén meghalt. 1320-ban azután Károly negyedik feleségéül Ulászló lengyel király lányát, Erzsébetet választotta.
A magyar király sokáig jó viszonyban volt a Habsburgokkal, akik támogatták őt Vencel és Ottó ellen is, ő viszont támogatta őket Bajor Lajos ellen. Az 1320-as években az osztrák hercegek azonban a Kőszegi családot támogatták, ezért Károly János cseh királyhoz közeledett. A cseh ezüstgaras Magyarországon is fontos fizetőeszköznek számított, a nemzetközi fizetésekben viszont a firenzei aranyforint volt a legelterjedtebb. A magyar király kezdeményezésére az 1327 februárjában Nagyszombatban tartott királytalálkozón megegyeztek abban, hogy mindkét ország áttér a kettős arany–ezüstalapú pénzverésre a garas és az aranyforint saját verésével. Politikai és katonai szövetséget is kötöttek az osztrák hercegek ellen, akiket 1328-ban sikerült is legyőzniük.

### Megosztozás Lengyelországon
Felvette a lengyel királyi címet is, hogy kifejezze egész Lengyelországra vonatkozó igényét, amelyet Lokietek Ulászlónak 1314-re sikerült egyesítenie Pomeránia, Mazóvia és Szilézia és aki 1320-ban lengyel királlyá koronáztatta magát. Szilézia azonban János kezén maradt.
A cseh és a magyar király azonban ellentétes oldalon maradtak a lengyel kérdésben. János a nagyszombati találkozó után rögtön Sziléziába ment, s csak Károly apósa érdekében tett 1327 áprilisi fenyegető hangú üzenetére állt el az Ulászló elleni támadástól. Szövetséget kötött viszont a lengyelekkel ugyancsak hadban álló Német Lovagrenddel. 1329–1332 között háború dúlt a lengyelek és a lovagrend között, amelyben Károly Ulászlót segítette, János viszont Lengyelországra támadt. 1331-ben Károly kibékült az osztrákokkal és ősszel mintegy 50 ezer fős magyar–osztrák sereggel felvonult a cseh határra. János kénytelen volt visszavonulni Lengyelországból és a Károllyal 1332 júliusában megkötött békében visszaadta Károlynak a még Csák Mátétól elfoglalt Berencs és Holics határvárakat.
1333-ban meghalt Ulászló, fia III. Kázmér azaz Nagy Kázmér pedig hajlott a megegyezésre, hogy belső problémái felé fordulhasson. A cseh király is hajlandó volt erre, mert 1335 tavaszán újabb konfliktusba került a karantán–tiroli örökség miatt az osztrák hercegekkel és Lajos császárral. 1335 augusztusában Trencsénben magyar közvetítéssel a lengyel és cseh követek kidolgozták a megállapodást, szeptemberben pedig újra cseh–magyar szövetséget kötöttek az osztrákok ellen. Végül 1335 októberében a három király ünnepélyesen találkozott a visegrádi királytalálkozón. János lemondott a lengyel királyi címről, ezért kapott 500 márka aranyat a magyar királytól,
Kázmér pedig Sziléziáról, valamint Pomerániáról, ami a Német Lovagrend tulajdonában maradt. Hármas szövetséget kötöttek II. Albert osztrák herceg és IV. Lajos német-római császár ellen. Széleskörű gazdasági és pénzügyi együttműködésben is megegyeztek. A találkozónak máig ható politikai jelentősége van.
1337-ben újra segítséget nyújtott János a Német Lovagrendnek, de ezúttal a litvánok és az oroszok ellen.

### A karantán–tiroli kérdés
1336 elején János betört az Osztrák Hercegségbe és elfoglalta az északi részét. A magyar és lengyel csapatok is hadba léptek, végül az osztrákok 1337-ben kénytelenek voltak a Muraközt visszaadni a magyar királynak.
A lovagrendet segítő hadjárata során elvesztette fél szemét, 1339-ben pedig teljesen megvakult. Harci kedvét ez nem lohasztotta le, és birtokszerzésre célzó szakadatlan alkudozásaiban sem igen feszélyezte. 1330-ban másodszülött fia, János Henrik, „Maultasch” Margitot, Tirol és Karintia úrnőjét vette el feleségül. János 1334-ben Bourbon Beatrixot választotta második nejéül Párizsban
Élete alkonyán a királyt többrendbeli csalódás érte. Fiát saját nejének ösztönzésére a karintiaiak elűzték, Tiroli Margit pedig a császár fiához, Lajos brandenburgi őrgrófhoz, Felső-Bajorország hercegéhez ment nőül, ennek következtében a Luxemburgok és a Wittelsbachok között teljes szakadásra került sor. János másik fia, Károly, mint Bajor Lajos ellenkirálya lépett fel Németországban.

### Itáliai és franciaországi hadjáratai

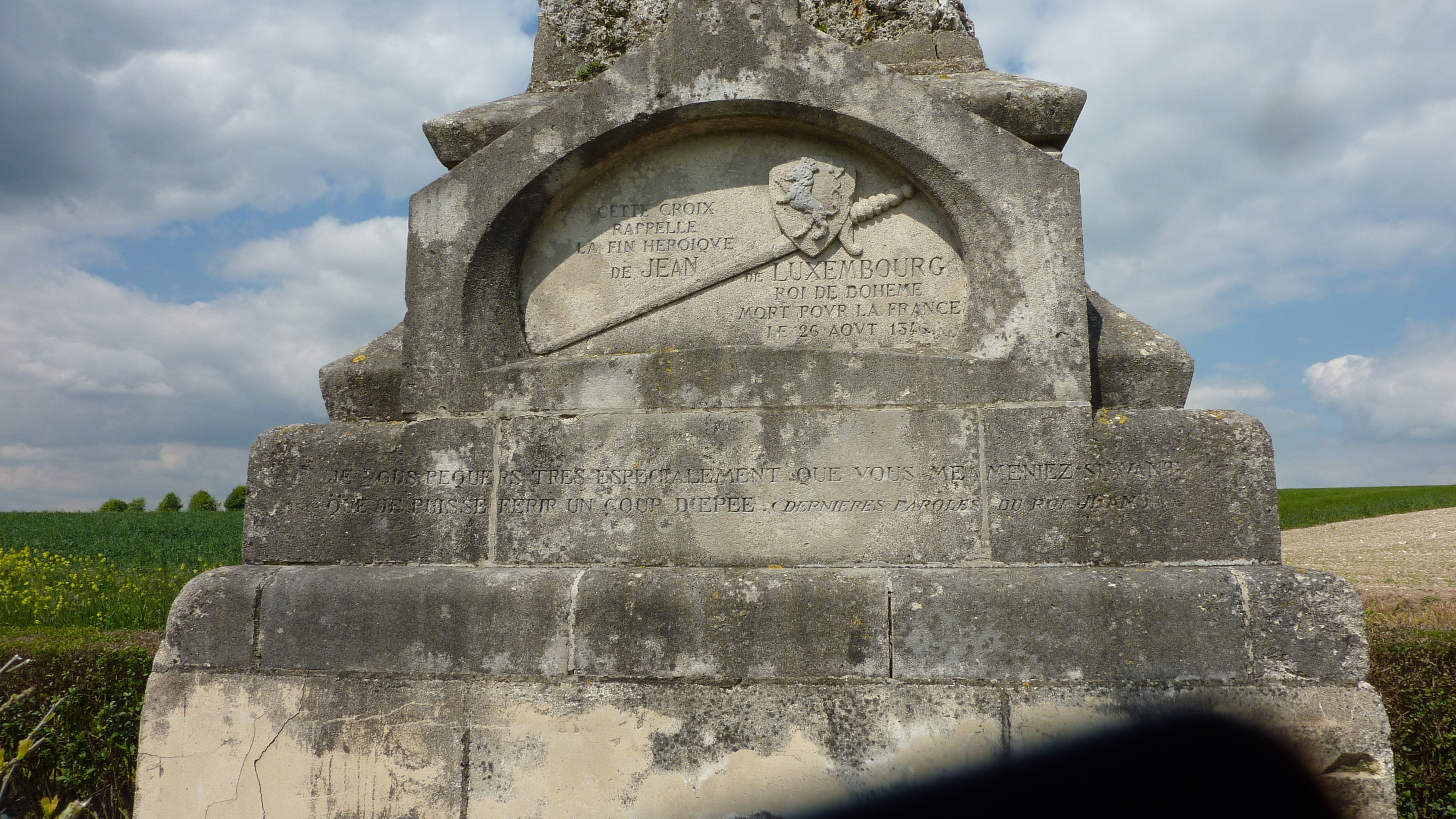
Emlékmű János halálának helyén Crécynél

A pápa oldalán itáliai hadjáratokat vezetett. 1330-ban IV. Lajos császárt megtévesztve felajánlotta közvetítését közte és a pápa között. Lajos még császári címének ideiglenes letételére is hajlandónak mutatkozott. János valódi célja egy luxemburgi királyság létrehozása volt, de terve lelepleződött. Ezután a császár ellen ő, majd fia, a későbbi IV. Károly még 1333-ig tartotta magát Lombardiában.
János 1346-ban VI. Fülöp francia királynak mint hűbérese indult segítségére az angolok ellen. A földszerzés reménye vezette. A Crécy melletti csata kezdetén János két francia vitéz lovához köttette a saját lovát és így ment neki az ellenségnek; a franciák azonban a csatát elvesztették és a király hősiesen küzdve elesett.
Utódja a cseh trónon fia, I. Károly lett, aki később a császári trónt is megszerezte.

## Családfa
| VI. Henrik luxemburgi gróf * 1252 † 1288. VI. 5. | VI. Henrik luxemburgi gróf * 1252 † 1288. VI. 5. |                                                                      |                                                                      | Avesnes-i Beatrix † 1321 | Avesnes-i Beatrix † 1321 |  |  | I. (Brabanti) János * 1252/1253 † 1294. V. 3. | I. (Brabanti) János * 1252/1253 † 1294. V. 3. |                                                |                                                | Dampierre Margit * 1251 † 1285. VII. 3. | Dampierre Margit * 1251 † 1285. VII. 3. |
|                                                  |                                                  |                                                                      |                                                                      |                          |                          |  |  |                                               |                                               |                                                |                                                |                                         |                                         |
|                                                  |                                                  |                                                                      |                                                                      |                          |                          |  |  |                                               |                                               |                                                |                                                |                                         |                                         |
|                                                  |                                                  | VII. Henrik német-római császár * 1275/6. VII. 12. † 1313. VIII. 24. | VII. Henrik német-római császár * 1275/6. VII. 12. † 1313. VIII. 24. |                          |                          |  |  |                                               |                                               | Brabanti Margit * 1276. X. 4. † 1311. XII. 14. | Brabanti Margit * 1276. X. 4. † 1311. XII. 14. |                                         |                                         |
|                                                  |                                                  |                                                                      |                                                                      |                          |                          |  |  |                                               |                                               |                                                |                                                |                                         |                                         |
|                                                  |                                                  |                                                                      |                                                                      |                          |                          |  |  |                                               |                                               |                                                |                                                |                                         |                                         |
|                                                  |                                                  |                                                                      |                                                                      |                          |                          |  |  |                                               |                                               |                                                |                                                |                                         |                                         |

| 1 Přemysl Erzsébet * 1292. I. 20. † 1330. IX. 28. OO | 1 Přemysl Erzsébet * 1292. I. 20. † 1330. IX. 28. OO | 2 Bourbon Beatrix cseh királyné * 1318 † 1383. XII. 23. OO 1334. XII.-e | 2 Bourbon Beatrix cseh királyné * 1318 † 1383. XII. 23. OO 1334. XII.-e | János * 1296. VIII. 10. † 1346. VIII. 26.                     | János * 1296. VIII. 10. † 1346. VIII. 26.                     | 3 törvénytelen                | 3 törvénytelen                |                                              |                                              |
|                                                      |                                                      |                                                                         |                                                                         |                                                               |                                                               |                               |                               |                                              |                                              |
|                                                      | 1                                                    |                                                                         | 1                                                                       |                                                               | 1                                                             |                               | 1                             |                                              | 1                                            |
| Margit * 1313. VII. 8. † 1341. VII. 11.              | Margit * 1313. VII. 8. † 1341. VII. 11.              | Judit * 1315. V. 20. † 1349. IX. 11.                                    | Judit * 1315. V. 20. † 1349. IX. 11.                                    | IV. Károly német-római császár * 1316. V. 14. † 1378. XI. 29. | IV. Károly német-római császár * 1316. V. 14. † 1378. XI. 29. | Přemysl Ottokár * 1318 † 1320 | Přemysl Ottokár * 1318 † 1320 | János Henrik * 1322. II. 12. † 1375. XI. 12. | János Henrik * 1322. II. 12. † 1375. XI. 12. |
|                                                      | 1                                                    |                                                                         | 1                                                                       |                                                               | 2                                                             |                               | 2                             |                                              | 3                                            |
| Anna * 1323. III. 27. † 1338. IX. 8.                 | Anna * 1323. III. 27. † 1338. IX. 8.                 | Erzsébet * 1323 † 1330 előtt                                            | Erzsébet * 1323 † 1330 előtt                                            | Vencel * 1337. II. 25. † 1383. XII. 8.                        | Vencel * 1337. II. 25. † 1383. XII. 8.                        | Bona * ? † ?                  | Bona * ? † ?                  | Miklós * 1322 † 1358. VII. 20.               | Miklós * 1322 † 1358. VII. 20.               |